# Sicherheitskonzept Deutsche Küste
Das Sicherheitskonzept Deutsche Küste stellt durch vornehmlich präventive, hoheitliche Maßnahmen die Abwehr von Gefahren für die Sicherheit und Leichtigkeit des Verkehrs sowie von der Schifffahrt ausgehender Gefahren an der deutschen Küste sicher. Der Erfolg dieses Konzepts spiegelt sich in der geringen Unfallquote im gesamten deutschen Küstenmeer wider. Diese wurde in der Deutschen Bucht bei einem jährlichen Verkehrsaufkommen von ca. 65.000 meldepflichtigen Schiffen (Länge größer 50 m) auf 0,0035 Prozent reduziert. Entsprechendes gilt für die deutsche Ostsee trotz des derzeit erheblich zunehmenden Schiffsverkehrs aus dem osteuropäischen Raum.

## Zuständige Behörden
Als Behörden der Wasser- und Schifffahrtsverwaltung des Bundes (WSV) sind die Generaldirektion Wasserstraßen und Schifffahrt sowie die ihnen nachgeordneten Wasser- und Schifffahrtsämter zuständig für die Sicherheit und Leichtigkeit des Verkehrs sowie der Verhütung von der Schifffahrt ausgehender Gefahren auf See. Aufgrund dieser Aufgaben wurde von den Dezernaten Schifffahrt der genannten Wasser- und Schifffahrtsdirektionen das Verkehrssicherungskonzept „Deutsche Küste“ entwickelt, das aus verschiedenen Modulen besteht und mit seinen präventiven Maßnahmen zur Abwehr von Gefahren die Sicherheit an der Deutschen Küste gewährleistet.

## Ziel
Vorrangiges Ziel der Wasser- und Schifffahrtsdirektionen und der ihnen nachgeordneten Ämter ist es, mittels präventiver Maßnahmen die Sicherheit und Leichtigkeit des Verkehrs sicherzustellen und Gefahren und insbesondere Störungen gar nicht erst eintreten zu lassen.

## Module

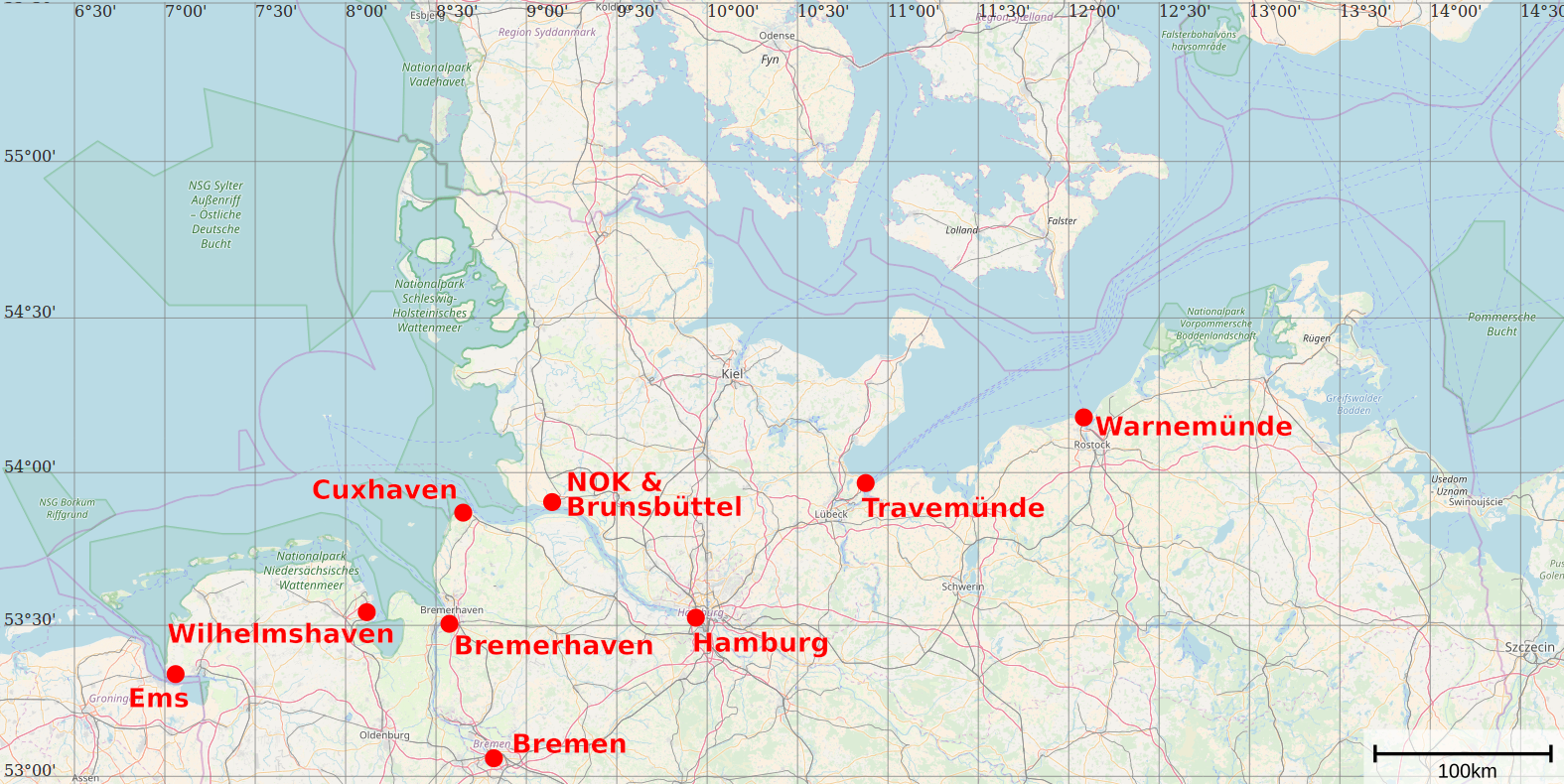
Lage der Verkehrszentralen an der deutschen Küste

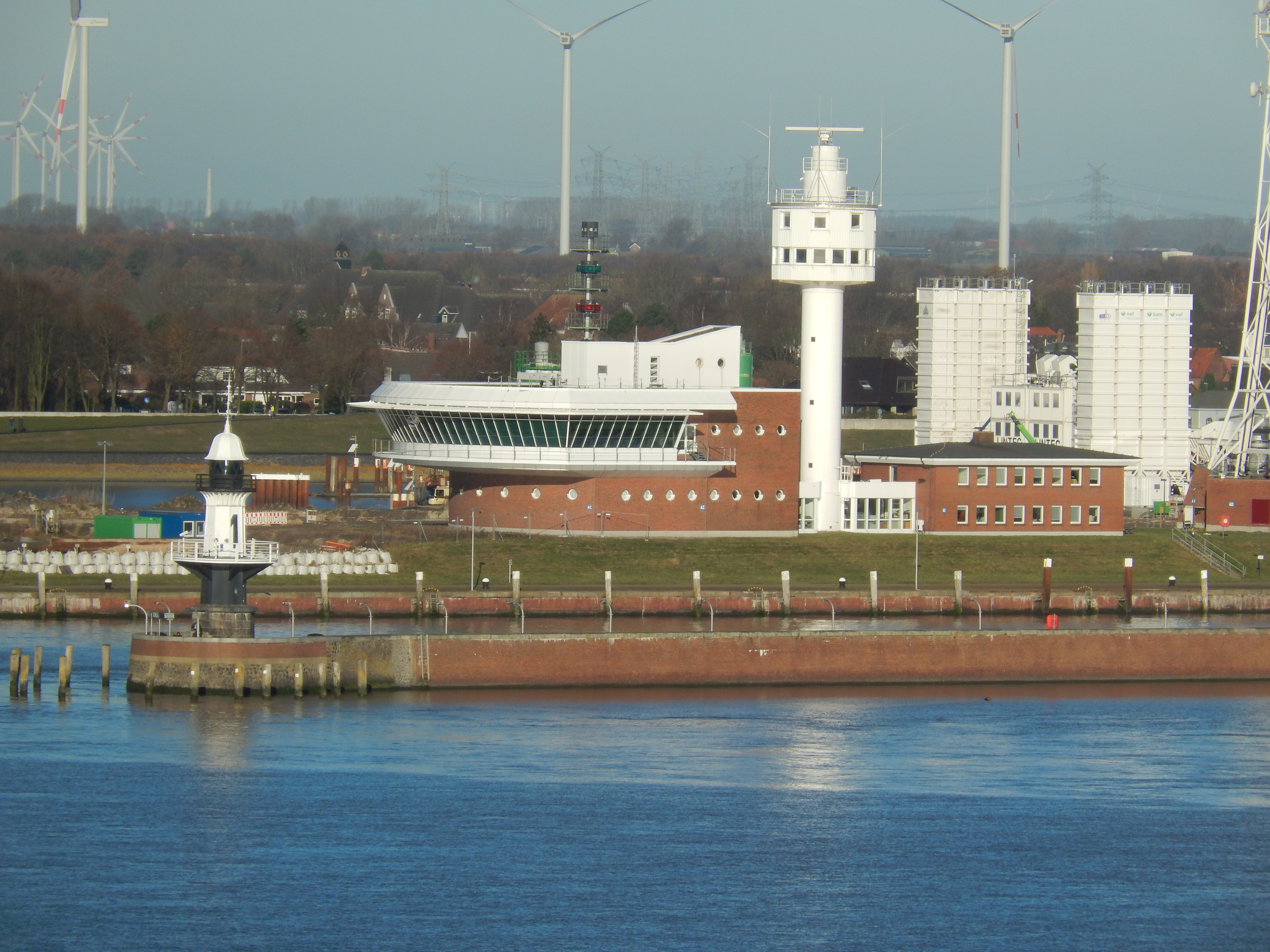
Verkehrszentrale Brunsbüttel

Das Verkehrssicherungskonzept enthält folgende Module:
1. Verkehrswegeführung
- Verkehrstrennungsgebiete
- Fahrwassereinrichtung
- Festlegung von Schifffahrtswegen

2. Schifffahrtszeichenwesen
- Laterale Bezeichnung der Verkehrswege
- Kardinale Bezeichnung von Schifffahrtshindernissen
- Errichtung von Navigationshilfen in Form fester Schifffahrtszeichen

3. Verkehrsvorschriften
- Anwendung, Mitgestaltung und Pflege der Seeschifffahrtsstraßen-Ordnung (SeeSchStrO)
- Bekanntmachungen zur SeeSchStrO
- Herausgabe von Befahrensregelungen
- Verordnung über Sperr- und Warngebiete

4. Meldepflichten der Schifffahrt
- nach Anlaufbedingungsverordnung und Seeschifffahrtsstraßen-Ordnung

5. Seelotswesen
- Anwendung, Mitgestaltung und Pflege des Seelotsgesetzes
- Herausgabe der Revierlotsverordnungen
- Herausgabe der Lotsverordnungen außerhalb der Reviere

6. Maritime Verkehrssicherung
- Einrichtung und Betrieb von Verkehrszentralen

7. Unfallmanagement
- Verfügbarkeit von Notschleppkapazitäten
- Verkehrsbezogener Brandschutz
- Schadstoffbekämpfung
- Beseitigung von Störungen (Unfällen)

8. Strom- und schifffahrtspolizeiliche Einzelmaßnahmen durch die Wasser- und Schifffahrtsämter
- Erteilung von Genehmigungen, Befreiungen und Verfügungen

9. Schifffahrtspolizeilicher Vollzug
- Maßnahmen der eigenen Verwaltung
- Vereinbarungen und Übereinkommen mit der Wasserschutzpolizei, dem Zoll und der Bundespolizei

10. Zusammenarbeit mit den Nachbarstaaten
- Zusammenarbeit beim Unfallmanagement
- Zusammenarbeit in der Maritimen Verkehrssicherung
- Zusammenarbeit in der Verkehrswegeführung

11. Erhaltung der Bundeswasserstraßen in einem für die Schifffahrt erforderlichen Zustand
- Unterhaltung und Betrieb der Wasserstraßen und bundeseigenen Anlagen und Häfen
- Aus- und Neubau der Bundeswasserstraßen
- Ausübung der strompolizeilichen Aufgaben

12. Maritime Security
- Einrichtung und Betrieb des Point of Contact
- ISPS-Sicherheitsmaßnahmen für den Nord-Ostsee-Kanal